# Զ
La Զ, minuscolo գ, è la sesta lettera dell'alfabeto armeno. Il suo nome è զա, za (armeno: [zɑ]).
Rappresenta foneticamente la consonante fricativa alveolare sonora [z].

## Codici
- Unicode:
  - Maiuscola Զ : U+0536
  - Minuscola զ : U+0566